# Sammy Chapman
Pour les articles homonymes, voir Chapman.
Samuel Edward Campbell Chapman, plus connu sous le nom de Sammy Chapman, né le 16 février 1938 à Belfast en Irlande du Nord et mort le 24 juillet 2019, est un footballeur international nord-irlandais qui évoluait au poste de milieu de terrain, avant de devenir ensuite entraîneur.

## Biographie

### Carrière de joueur

#### Carrière en sélection
Avec l'équipe d'Irlande du Nord B, il joue un match (pour un but inscrit) en 1957. 
Il figure dans le groupe des sélectionnés lors de la Coupe du monde de 1958, sans jouer de matchs lors de cette compétition.

## Palmarès
Glentoran
- Coupe d'Irlande du Nord :
  - Finaliste : 1953-54.